# 청주 박광우 묘소
청주 박광우 묘소(淸原 朴光佑 墓所)는 충청북도 청주시 서원구 남이면 수대리에 있는, 조선 중기의 문신인 필재(필齋) 박광우(1495∼1545)의 묘소이다. 1987년 3월 31일 충청북도의 기념물 제71호로 지정되었다.

## 개요
조선 중기의 문신인 필재(필齋) 박광우(1495∼1545)의 묘소이다.
중종 14년(1519)에 형 광좌와 함께 생원시에 합격하였으며, 그 해 기묘사화때에는 상소를 올려 굳은 성품을 나타냈다. 중종 20년(1525) 문과에 급제하여 여러 관직을 거치면서『여지승람』을 펴내었다. 명종 즉위년(1545)에는 사간지제교에 올랐으나 을사사화에 연루되어 선동역에 유배되고 그곳에서 세상을 떠났다.
조광조와 가까운 사이였으며 뒤에 이언적과 같이 화를 당하여 그의 사상과 절의를 짐작할 수 있다. 율곡의 상소로 관직이 회복되어 이조판서의 벼슬이 내려졌고, 송천서원에서 제사를 지내고 있다.
묘소의 중앙에 봉분이 있는데 바로 앞에 위패비(位牌碑)가 있고, 왼쪽에는 숙종 13년(1687) 송시열이 글을 지어서 세운 묘표(墓表)가 있다. 주위에는 사적비와 문인석 등이 놓여 있는데 조선시대의 전형적인 양식을 보여주어 중요한 자료로 평가되고 있다.

## 같이 보기
- 박광우

## 참고 문헌
- 청주 박광우 묘소 - 국가유산청 국가유산포털